# Maurycy Allerhand

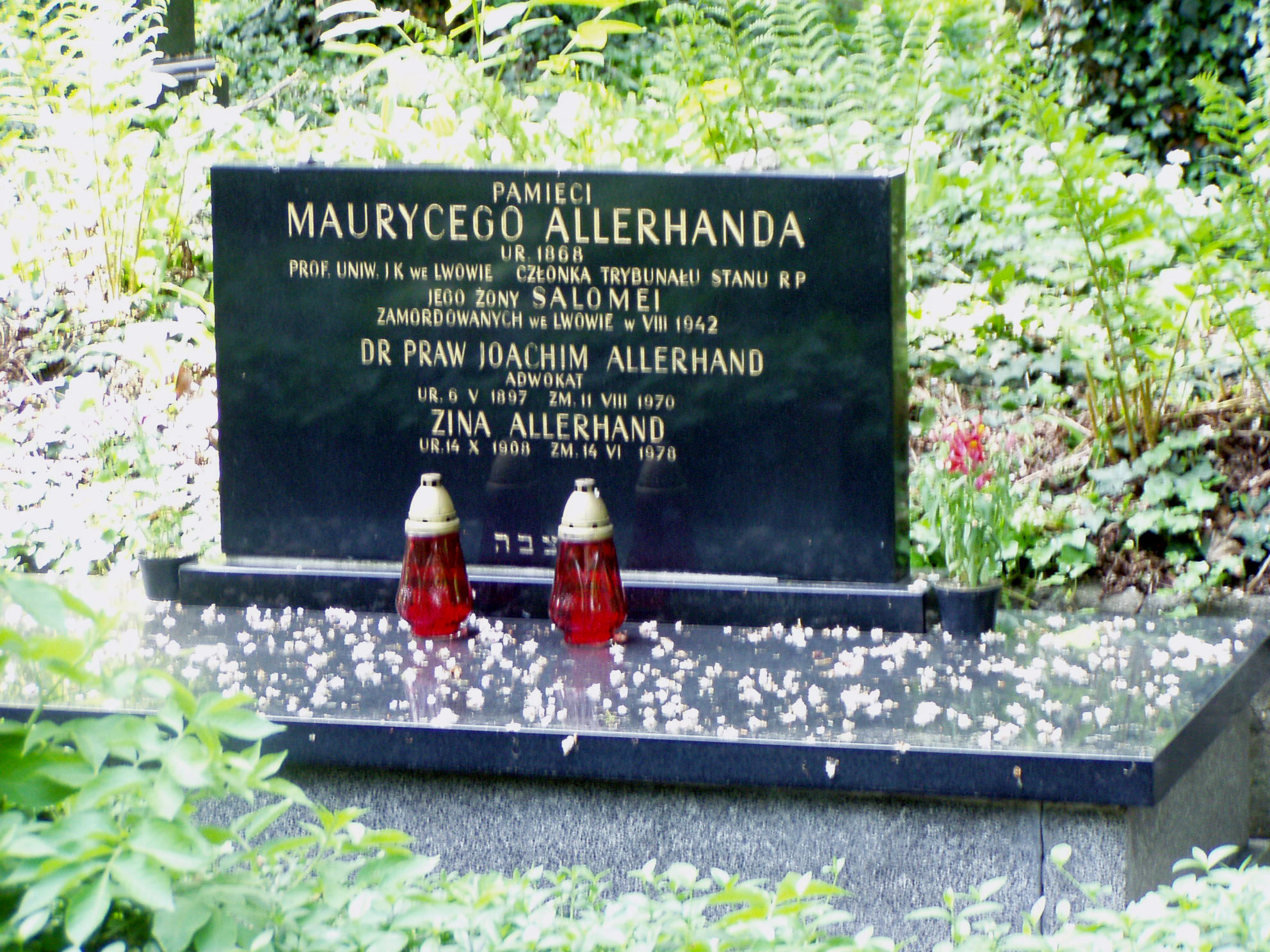
Grobowiec rodziny Allerhandów na nowym cmentarzu żydowskim w Krakowie

Maurycy Mojżesz Allerhand (ur. 28 czerwca 1868 w Rzeszowie, zm. w sierpniu 1942 we Lwowie) – polski prawnik, cywilista, adwokat, profesor Wydziału Prawa Uniwersytetu Lwowskiego.

## Życiorys
Pochodził z zamożnej żydowskiej rodziny właściciela ziemskiego. Ukończył polskie gimnazjum w Rzeszowie, gdzie w 1887 zdał maturę (z odznaczeniem), po czym podjął studia na Uniwersytecie Wiedeńskim. Stopień doktora praw uzyskał tam w 1892.
Po powrocie do Galicji zamieszkał we Lwowie i rozpoczął praktykę adwokacką. W 1900 otworzył samodzielną kancelarię adwokacką, jednocześnie publikował w czasopismach krajowych i zagranicznych rozprawy, artykuły i monografie prawnicze. Był współpracownikiem czasopisma „Reforma Sądowa” w zakresie ustawodawstwa naftowego.
W 1909 habilitował się na Uniwersytecie Lwowskim w dziedzinie prawa procesowego na podstawie pracy Podstęp w procesie. Wiele prac ogłosił także w języku niemieckim, głównie publikował jednak w języku polskim. Od 1910 profesor na Uniwersytecie Lwowskim, w 1917 został mianowany profesorem nadzwyczajnym, a w 1921 przez Józefa Piłsudskiego profesorem zwyczajnym.
Pełnił funkcję kuratora Towarzystwa Żydowskich Słuchaczy Prawa UJK. Wykładał także na Studium Dyplomatycznym Uniwersytetu Jana Kazimierza we Lwowie. 22 sierpnia 1919 został mianowany członkiem Komisji Kodyfikacyjnej RP. W 1922 z ramienia Koła Żydowskiego został wybrany przez Sejm RP I kadencji członkiem Trybunału Stanu.
Pod koniec 1924 został mianowany komisarzem rządowym kahału lwowskiego. W 1929 był prezesem Żydowskiej Gminy Wyznaniowej. Został członkiem żydowskiej loży masońskiej Izraelickie Stowarzyszenie Humanitarne. Nie angażował się politycznie, reprezentował postawę pełnej asymilacji z narodem i państwem polskim. Przez cały czas prowadził praktykę adwokacką. Pracował też naukowo: wykładał prawo egzekucyjne, prawo niesporne i konkursowe, historię i organizację sądownictwa, adwokatury i notariatu, prawo ubezpieczeniowe w lotnictwie.
Do 1933 był kierownikiem Zakładu Prawa Handlowego i Wekslowego. Zapraszał często młodych prawników na seminaria w swym gabinecie. Uczestnikami tych seminariów byli znani później polscy prawnicy: Karol Koranyi, Kazimierz Przybyłowski, Ludwik Dworzak. Do udziału w seminariach prof. Allerhanda przyznawali się też Jerzy Sawicki i Stefan Rozmaryn-Kwieciński.
W latach 1932–1933 ogłosił dwuczęściowy komentarz do Kodeksu Postępowania Cywilnego, w 1935 Komentarz do Kodeksu Handlowego, zaś w 1937 komentarz do Prawa Upadłościowego. Jego dorobek naukowy obejmuje ponad 1000 pozycji, w tym prace z zakresu prawa procesowego, cywilnego handlowego i etnografii. Został członkiem pierwszego komitetu redakcyjnego pisma „Nowy Proces Cywilny”, powołanego w 1933.
Po wybuchu II wojny światowej, agresji ZSRR na Polskę i nastaniu okupacji sowieckiej został usunięty z uniwersytetu lwowskiego, w związku z czym zatrudnił się wraz z synem w spółdzielni Kultigruszka produkującej drewniane zabawki. Po pewnym czasie jednak pozwolono mu wykładać, ale jedynie prawo o notariacie.
Po ataku Niemiec na ZSRR i nastaniu we Lwowie 1 sierpnia 1941 roku okupacji niemieckiej został na krótko aresztowany i wyrzucony ze swojego mieszkania przy ul. Jagiellońskiej 20/22. Początkowo mieszkał u syna na ulicy Sobieskiego, ale w listopadzie 1941 cała rodzina znalazła się w getcie lwowskim. Odmówił przyjęcia stanowiska przewodniczącego Judenratu motywując decyzję podeszłym wiekiem i złym stanem zdrowia. Rękopis jego wspomnień z getta, pt. Zapiski z tamtego świata, przechował w swych papierach prof. Stefan Stasiak.
W dniu 10 sierpnia 1942 został wywieziony wraz z żoną i wnukiem do obozu janowskiego, gdzie zostali zamordowani przez rozstrzelanie. Córka z wnuczką zginęła w Treblince. Jego syn Joachim (1897–1970), synowa Zina (1908–1978) i wnuk Leszek (1931–2018) uciekli z getta i uratowali się z Holocaustu jako jedyni z 35-osobowego klanu lwowskich Allerhandów.
Symboliczny grób Maurycego Allerhanda i jego żony Salomei znajduje się na nowym cmentarzu żydowskim w Krakowie. W 2009 roku został patronem fundacji prawniczej – Instytut Allerhanda z siedzibą w Krakowie.